# Jan Klinkenborg
Jan Peter August Klinkenborg (* 26. September 1935 in Emden; † 28. Juli 1988 ebenda) war von 1973 bis 1981 Oberbürgermeister seiner Geburtsstadt sowie von 1979 bis zu seinem Tode Mitglied des Europäischen Parlaments in der ersten und zweiten Wahlperiode.
Klinkenborg wuchs in einfachen Verhältnissen auf und arbeitete unter anderem als LKW-Fahrer. Er trat 1952 in die SPD ein und wurde 1969 in den Vorstand des SPD-Bezirks Weser-Ems gewählt, zwei Jahre später in den niedersächsischen Landesausschuss und wiederum zwei Jahre später auch in den Parteirat der SPD.
Als sein Vorgänger Hermann Schierig im September 1973 wegen eines Skandals um eine aus der Stadtkasse finanzierte Feier zurücktreten musste, wählte ihn die SPD-Mehrheit zum neuen Oberbürgermeister. Obgleich Klinkenborg nach der seinerzeitigen Niedersächsischen Gemeindeordnung als Oberbürgermeister lediglich der oberste Repräsentant der Stadt und Vorsitzender des Rates war, beanspruchte er dennoch eine Führungsrolle gegenüber dem Oberstadtdirektor und bezog auch ein Büro im Verwaltungsgebäude. „Er glänzte weniger mit der Hohen Schule gesellschaftlichen Schicks und diplomatischer Raffinesse. Dafür hatte er andere Vorzüge: seine sichtlich ungekünstelte Jovialität und seinen ostfriesisch-derben Charme. Beides paarte sich bei ihm mit einer bemerkenswerten plattdeutschen Schlagfertigkeit. Diese Derbheit war nicht jedermanns Sache gewesen, zumal Klinkenborg in seinen öffentlichen Reden nicht selten zum unkontrollierten Schuss aus der Hüfte griff. Aus den gröbsten sprachlichen Kalamitäten wand er sich geradezu kunstvoll heraus, indem er das Plattdeutsche geschickt platzierte und so mancher undiplomatischen Aussage in letzter Sekunde – wenn auch nicht immer – ihre Peinlichkeit nahm.“
In Klinkenborgs Amtszeit fielen die ersten Vorboten der Werftenkrise, die sich in Emden vor allem durch Stellenabbau bei der größten Werft Nordseewerke bemerkbar machte. 1979 folgte der Konkurs der Reederei Schulte & Bruns mit der angeschlossenen Werft. Auch das 1964 gegründete Volkswagenwerk Emden sah sich durch den Bau eines eigenen Werkes von Volkswagen of America in Westmoreland (Pennsylvania) in seiner Exportsituation geschwächt, jedoch wuchs die Beschäftigtenzahl nach zwischenzeitlichen Rückgängen wieder an. 1977 wurde die Erdgasanlandestation des amerikanischen Energiekonzerns Phillips Petroleum Company an der Knock für Gas aus dem Nordseefeld Ekofisk eingeweiht.
Beherrschendes kommunalpolitisches und wirtschaftliches Thema der Amtszeit Klinkenborgs war jedoch das (später gescheiterte) Projekt Dollarthafen, das einen Ausbau des Emder Hafens entlang der Ems auf mehreren Kilometern vorsah. Neben der Ansiedlung von Industriebetrieben und dem Bau eines Atomkraftwerks an der Knock sollte auch der Hafenumschlag, der von einem Rückgang des Eisenerzimports für das Ruhrgebiet gekennzeichnet war, wieder angekurbelt werden. Das Großprojekt beherrschte über Jahre das politische Geschehen in der Stadt, ohne dass es jemals umgesetzt worden wäre. Klinkenborg galt als ein klarer Befürworter des Projekts: „Wenn es keine vernünftige Hafenpolitik hier gibt, gibt es auch keine vernünftige wirtschaftliche Entwicklung.“
Der ehrenamtliche Oberbürgermeister ließ sich 1979 als Kandidat für das Europäische Parlament aufstellen und wurde auch gewählt. 1984 erfolgte seine Wiederwahl. Klinkenborg hatte es stets abgelehnt, die Ämter als Europaabgeordneter und (ehrenamtlicher) Emder Oberbürgermeister parallel auszuüben. Der Abgeordnetenstatus bedeutete für Klinkenborg zugleich die Lösung des Versorgungsproblems, da er als ehrenamtlicher Oberbürgermeister zwar einen zeitaufwändigen, jedoch nicht besoldeten Job machte.
Klinkenborg starb am 28. Juli 1988 in seinem Ferienhäuschen am Uphuser Meer in Emden-Marienwehr. Er hatte zuvor noch Freunde empfangen und war nach deren Besuch tot zusammengebrochen.